# بطاقة جزاء

لقطة طرد زيدان من المباراة في الدقيقة 110 في الشوط الثاني الإضافي من زمن المباراة النهائية في كأس العالم 2006 بين منتخب فرنسا ومنتخب إيطاليا.

بطاقات الجزاء ومفردها: بطاقة الجزاء (بالإنجليزية: Penalty card)‏ في كرة القدم، أداة تحكيمية قانونية يُراد منها منع اللاعب من ارتكاب أخطاء كارثية يمكن أن تضر اللاعبين الآخرين أو تؤثر بالسلب على نتيجة المباراة، ويمكن أن تؤدي البطاقة عند رفعها بوجه اللاعب إلى الطرد عندما يخالف اللاعب قوانين كرة القدم بشكل سافر أو متكرّر. وهناك نوعان من بطاقات الجزاء، البطاقة الصفراء وإشهارها بوجه اللاعب يعني تسجيل مخالفة بحقه، والبطاقة الحمراء التي تعني الطرد من الملعب.

## أنواع الطرد

### طرد مباشر
- يتم الطرد بطريقة مباشرة من طرف الحكم، بواسطة تعليق بطاقة حمراء على اللاعب بعد ارتكابه لخطأ كارثي، وإصابة لاعب الفريق الخصم بطريقة متعمدة أو في حال وجود تدخل خشن من الخلف على لاعب الخصم، أو بسبب سوء سلوك يقدر مداه الحكم نفسه.

### طرد غير مباشر
- يتم الطرد الغير المباشر بطريقة غير مباشرة من طرف الحكم، بواسطة تعليق بطاقة صفراء أولى وهو (إنذار)، وبطاقة صفراء ثانية تعني البطاقة الحمراء، ومغادرة اللاعب الملعب.

## أنواع بطاقات الجزاء

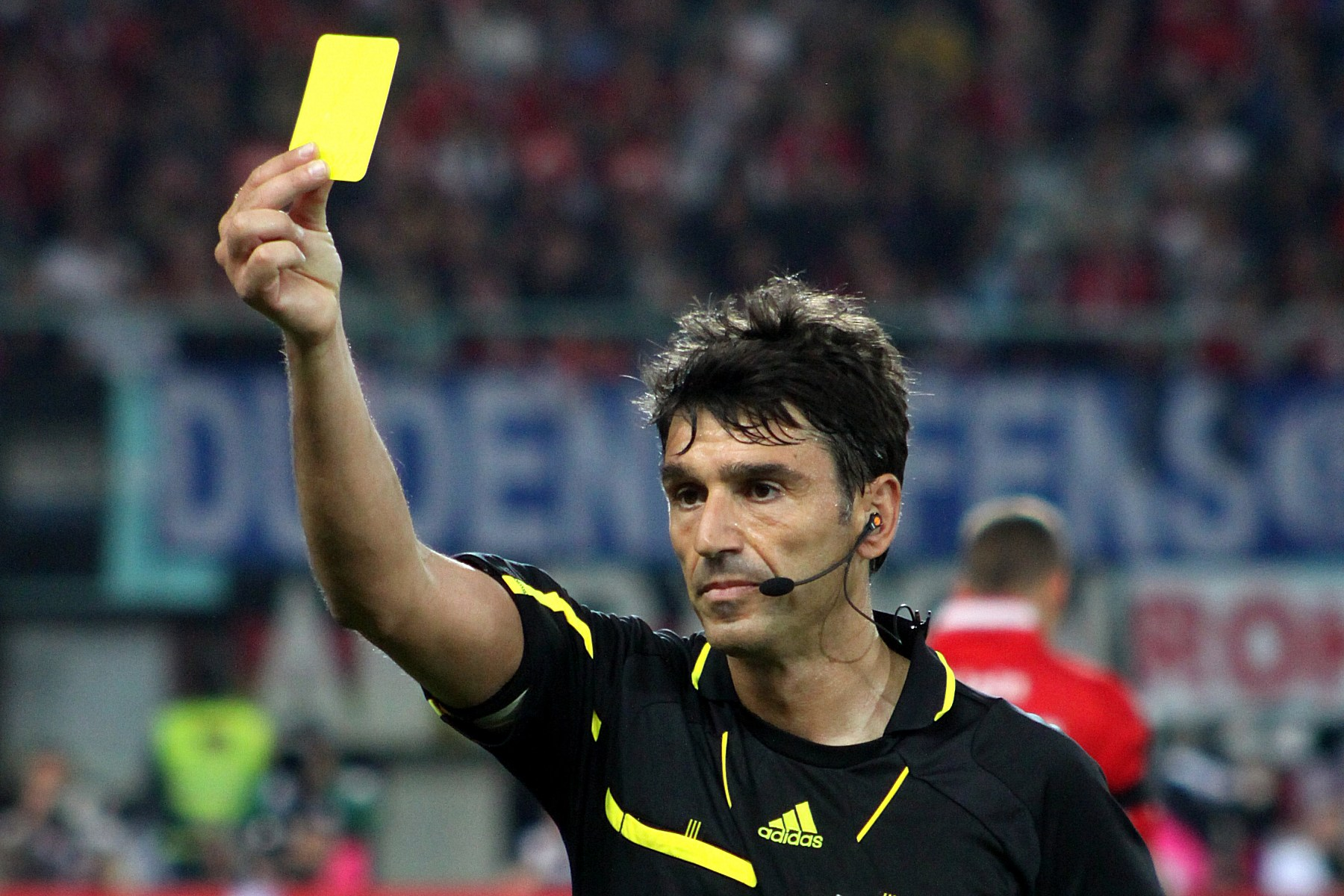
حكم يرفع بطاقة صفراء (إنذار).

### بطاقة صفراء
- تشير (البطاقة الصفراء) إلى أن اللاعب قد أخذ (إنذار) من طرف الحكم، ويسجل في مذكرة الحكم، ولم يأخذ إنذار آخر، إذا أخذه فسيقوم الحكم بطرده من الملعب ببطاقة حمراء، بطاقتان صفراوان تساوي = بطاقة حمراء واحدة.

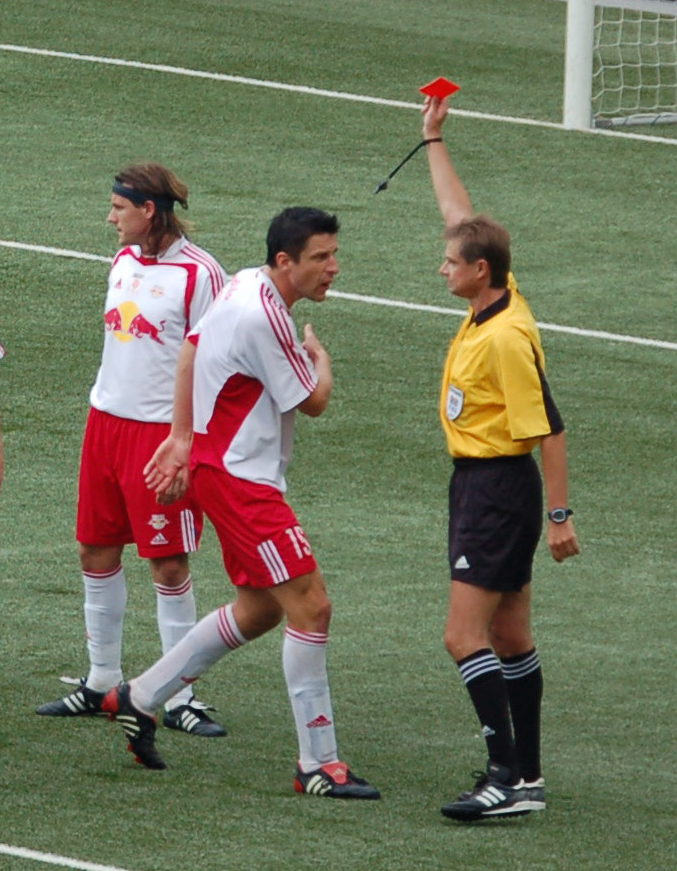
حكم يرفع بطاقة حمراء (طرد).

### بطاقة حمراء
- تشير (البطاقة الحمراء) إلى أن اللاعب طُرد ببطاقة حمراء ولا يستطيع بذلك إكمال المباراة كما أن الطرد يمتد إلى إيقاف اللاعب للمباراة التالية أو عدة مباريات وذلك بحسب قرار الحكم أو بحسب لوائح وقوانين كل بطولة، كما أنه لا يسمح بأن يدخل مكانه بديل آخر لأنه مطرود من الملعب.

## حُكم الطرد
| |  |  |
| يُنذر اللاعب بالبطاقة الصفراء ويُطرد من المباراة بالحمراء. استخدمت هذه الألوان لأول مرة في كأس العالم 1970 وما زالت تستخدم منذ ذلك الوقت. |  |  |

يحدث (خطأ)، ويطرد عندما يرتكب اللاعب مخالفة مذكورة في قوانين اللعبة أثناء اللعب؛ وإذا أصاب اللاعب زميله متعمداً يجبر على دفع تكاليف علاجه والتوقف مدة إصابة الأخير، إلى أن يتعافى، وهذا بسبب تعمده إصابته. هذه الأخطاء تعتبر مخالفات (فاول) وهي مذكورة في قانون كرة القدم.
يعاقب الحكم اللاعب بإنذاره برفع البطاقة الصفراء له أو طرده برفع البطاقة الحمراء له. إذا حصل اللاعب على بطاقة صفراء ثانية في المباراة، فكأنه حصل على بطاقة حمراء وبذلك يُطرد. اللاعب الذي يحصل على بطاقة صفراء يظهر بأنه «مسجل»، فيكتب الحكم اسم اللاعب في مذكرته الصغيرة الرسمية، ليتذكره لاحقاً. إذا طُرد اللاعب لا يمكن جلب لاعب بديل مكانه. يمكن للخطأ أن يحدث في أي وقت، وعلى الرغم من أن الأخطاء قد نص عليها وحصرت في قائمة القانون الثاني عشر، فإن قرارات العقوبة واسعة وغير محصورة. جريمة السلوك غير الرياضي يتعامل معها على أنها انتهاك لروح اللعبة. لا يمكن للحكم أن يوجه بطاقة صفراء أو حمراء لغير اللاعبين مثل المدرب والمشجعين والموظفين لكن قد يطردوا من المساحة التقنية إن لم يضبطوا سلوكهم بطريقة مسؤولة.إلى جانب توقيف اللعب، يمكن للحكم أن يأمر باستمرار اللعب إذا كانت الكرة عند فريق قد ارتُكب ضده مخالفة من الفريق الآخر، وذلك لصالحه. وذلك يسمى «اللعب لصالح».

## أسباب الطرد
السبب الذي أدى إلى التحكيم بالطرد بالبطاقتين الصفراء والحمراء...
في إحدى المباريات الدولية أعطى الحكم لأحد اللاعبين الإسبان إنذارا وقد كان سابقا يعطى بالكلام وكان الحكم يجيد الإنجليزية فقال للاعب الإنذار باللغة ذاتها ولم يفهم اللاعب، فجاءت لعبة كان يستحق عليها الطرد فقال له الطرد وأمره بالخروج إلى خارج الملعب بيده ولكن جميع الإسبان احتجوا على أساس أن اللاعب لا يعرف الإنجليزية وبالفعل اجتمع الاتحاد الدولي بعد هذه الحادثة وأقر خطأ حكم المباراة.
فاضطر الاتحاد للتفكير وكان الحل على يد السيد ستانلي رئيس الاتحاد الدولي لكرة القدم السابق فقرر استخدام البطاقات الأحمر للطرد والأصفر للإنذار.
البداية: جاءت بداية وتطبيق هذه التجربة في عام 1968 وبالتحديد في دورة الألعاب الأولمبية في المكسيك وحققت نجاحا كبيرا جدا خصوصا ان العملية لم تستغرق سوى وقتا قليلاً وعلى ذلك اجتمع الاتحاد الدولي بتاريخ 20 سبتمبر من عام 1969 وقرر استخدام البطاقات في جميع المسابقات العالمية.
حالة استثنائية: بالرغم من أن العالم كله بدأ بتطبيق هذا النظام إلا أن الاتحاد الدولي الإنجليزي له وجهة نظره الخاصة ولكن وبعد محاولات تم استخدام النظام عام 1976 ولكن عاد الاتحاد وألغى أمر البطاقات بسبب كثرتها حيث بلغ عددها عام 1980 (3520) إنذارا و 114 حالة طرد ويأتي ذلك لاستخدام الحكام للبطاقات بطريقة استفزازية.
النهاية: وفي عام 1988 عاد الاتحاد الإنجليزي إلى استخدام البطاقات بعد الحاح من الاتحاد الدولي نظرًا لاشتهار الدوري ومتابعته من جميع أنحاء العالم.